# 何思登
何思登（1537年—？），字一舉，號滄南，湖廣武昌府蒲圻縣人，軍籍，明朝政治人物、進士出身。

## 生平
嘉靖三十七年（1558年）戊午科湖廣鄉試第八十一名，會試第三十五名，萬曆二年（1574年）登甲戌科進士第三甲第一百四十名。历官池州府知府，二十三年五月升雲南副使。二十九年六月调任广西。

## 家族
曾祖父何錦；祖父何文質；父何珍，曾任教諭。母黃氏；繼母方氏。具庆下。弟思敬、思廉、思學、思继。